# Mimicry (группа)
Mimicry — эстонская группа. На сегодняшний день группа состоит из одного участка Пауля Лепассона. Он родился в Тарту.

## Eesti Laul
Группа трижды принимала участие на Eesti Laul, с 2010 по 2012 годы.
На Eesti Laul 2010 группа участвовала с песней «New» («Новость»). Песню написали Тиммо Линнас, Каспар Елвест, Ивар Кайне, Кене Верник и Пауль Лепассон. В финале они получили 851 балл и заняли 8-е место.
На Eesti Laul 2011 группа участвовала с песней «The Storm» («Шторм»), где они заняли 4-е место в полуфинале и 10-е место в финале, получив 885 баллов. Песню написали Пауль Лепассон, Тимо Линнес, Кене Верник, Яанус Тельвар.
На Eesti Laul 2012 группа участвовала с песней «The Destination» («Пункт назначения»), где они заняли 6-е место (!,086 баллов) во втором полуфинале и не смогли пройти в финал. Песню написал Пауль Лепассон. В 2012 году Кене Верник покинул группу.

## Дискография

### EPs
- 2012: Discipline[2][3][4]

### Синглы
- 2013: Mistakes[5][6]
- 2015: Felt Like Walking[2]